# Horváth Ferenc (politikus)
Horváth Ferenc (Gyöngyösszentkereszt, 1911. július 12. – Csáford, 1969. május 31.) vállalkozó és gazdálkodó, a Demokrata Néppárt országgyűlési képviselője.

## Élete

### Ifjúkora és közszereplővé válása
A cipész Horváth Gyula és Kozmor Julianna legidősebb gyermeke, még egy húga és két öccse született. Római katolikus vallásban nevelkedett.
Az elemi után a polgári négy osztályát Szombathelyen végezte el, majd mezőgazdasági szakiskolába járt. Tanulmányai befejeztével Kám községben vendéglőt nyitott, amit később egy hentesüzlettel bővített. Vállalkozása mellett saját és bérelt földjén gazdálkodott.
1930-ban belépett a KALOT helyi szervezetébe, valamint szervezte az aranykalászos gazdamozgalmat, Csáfordon pedig tagja lett a helyi római katolikus egyházközségnek.
A nyilas hatalomátvétel után Kőszeg-Írottkőn katonai szolgálatot teljesített. 1945 márciusában alakulata felbomlott, akkor hazatért.

### Politikai pályája
Ismerősei hívták ugyan aFüggetlen Kisgazdapártba, de nem lépett be. 1947-ben a Demokrata Néppárthoz csatlakozott. Az 1947. augusztus 31-i országgyűlési választásokon Zala megyei jelöltként pótképviselővé választották. Berkes János mandátumának megfosztása után behívták az Országgyűlésbe. Aktív képviselői munkát végzett. A DNP frakciójának megszűnése után párton kívüli képviselőként dolgozott tovább.

### A diktatúra idején
Mandátumának lejárta után visszavonult a politikától. 1951-ben azonban koholt vádak alapján, feljelentési kötelezettség címén Csáfordon letartóztatták, a következő évben pedig államellenes bűncselekmény vádjával 5 év börtönre ítélték. Márianosztrán és Oroszlányban raboskodott. 1954-es szabadulása után a felesége nevén maradt földön gazdálkodott tovább.
Az 1956-os forradalom idején csatlakozott a Demokrata Néppárt megyei újjászervezéséhez. A párt ideiglenes megyei és városi vezetésének társelnöke lett. A megyei forradalmi bizottságba is bekerült. A forradalom leverését követő megtorlások idején ismét letartóztatták. 1957-ben Zala Megyei Bíróság a népi demokratikus államrend megdöntésére irányuló mozgalom vezetésének vádjával elítélte, amit 1958-ban a Legfelsőbb Bíróság 12 év fegyházbüntetésre emelt.
Vácott, Kaposvárott és ismét Márianosztrán raboskodott. 1963-ban egyéni kegyelemmel szabadult Zalaegerszegről. Szabadulása után segédmunkásként, pincérként és gazdálkodásból tartotta el családját. Korai halálát közúti baleset okozta, 1969-ben hunyt el.